# بلنی سر راست
بلنی سر راست (نام علمی: Acanthemblemaria aspera) نام یک گونه از تیره بلنی‌های پرچمی است.
بلنی سر راست گونه‌ای است که در نواحی غربی اقیانوس اطلس یافت می‌شود. طول اندازه این گونه به تفکیک جنسی ۱۹ میلیمتر برای نرها و۲۱ میلیمتر برای ماده‌ها است.